# Аді Саїд
Аді бін Саїд (нар. 15 жовтня 1990, Рімба, Бруней) — брунейський футболіст, нападник клубу Суперліги «Кота Рейнджер» та національної збірної Брунею.

## Клубна кар'єра

### Ранні роки та перехід у ДПММ
Аді розпочав футбольну кар'єру в команді «Мангіс Юнайтед», тренером якої був колишній нападник збірної Брунею Маджиді Гані. У 2007 році приєднався до новоутвореного ФК «Маджра», у складі якого виступав у Прем'єр-лізі Брунею до 2012 року, коли його гра на міжнародній арені привернула увагу єдиного професіонального клубу Брунею ДПММ, з яким Аді підписав контракт до завершення С.Ліги 2012 року. 23 червня того ж року в поєдинку проти «Ворріорз» відзначився дебютним голом за команду.
У наступному сезоні Аді отримував більше ігрового часу після виходу на заміну, але команда виступала невдало й фінішувала на восьмому місці, що коштувало роботи Верану Симуничу. Новий тренер Аді Стів Кін, навпаки, не мав бажання використовувати його, обмеживши Аді лише 10 матчами в лізі 2014 року. Однак більшість своїх шансів він використав, зокрема забив м'яч у фіналі Кубку Ліги, а також у серпні відзначився двома м'ячами у воротах «Гоуган Юнайтед» та «Вудлендс Веллінгтон» відповідно.
Після затишшя у 2015 році, Аді грав у стартовом складі у всих внутрішніх кубкових матчах ДПММ у сезоні 2016 року. Відзначився голом після прямого удару зі штрафного 21 липня 2016 року в переможному (2:1) поєдинку Кубку Ліги проти «Тампінс Роверс».
Аді відзначився 8 голами у всіх змаганнях в переважно невдалому сезоні 2017 року, в якому поступився Рафаелю Рамазотті в списку найкращих бомбардирів команди. Наступного сезону Аді випередив старшого брата та нового капітана Шахразена у новій формації 4-3-3, яку почав використовувати бразильський тренер Рене Вебер. Аді закінчив сезон з 11 голами та 10 передачами, завдяки чому став одним з найкращих асистентів чемпіонату, разом з Ріку Моріясу з «Альбірекс Ніїґата» (Сінгапур).

### УІТМ
Після успішного перегляду в грудні 2018 року (включаючи хет-трик у товариських матчах), Аді підписав 1-річний контракт з командою Прем'єр-ліги Малайзії УІТМ, ставши першим брунейським футбольний легіонером. 1 лютого, через дванадцять секунд після виходу на поле, в переможному (3:1) поєдинку проти ПДРМ, в якому зазаголм відзначився двома голами. Наприкінці травня того ж року, після 2-ох голів та 6-ти результативних передач протягом сезону, отримав статус вільного агента.

### Повернення в ДПММ
Два місяці по тому повернувся в ДПММ. 6 липня 2019 року дебютував після повернення за команду в нічийному (3:3) поєдинку проти «Ворріорз». 2 серпня відзначився першим голом після повернення у переможному (3:0) поєдинку проти «Гейланг Юнайтед», окрім цього його молодший брат Хакеме дебютував у складі першої команди та відзначився голом. 29 вересня відзначився дальнім обвідним ударом в переможному (5:4) поєдинку проти «Гоуган Юнайтед».

### «Кота Рейнджер»
На початку Суперліги Брунею 2020 року Аді залишив ДПММ, щоб перейти в «Кота Рейнджер», возз'єднавшись зі своїм братом Амалулом Саїдом. Також став капітаном команди, замінивши Афі Амінуддіна. 8 лютого 2020 року в поєдинку Суперкубку Брунею проти МС АБДБ, в якому відзначився хет-триком.

## Кар'єра в збірній
Як і брат Шахразен Саїд, Аді став безперечним гравцем стартового складу на позиції нападника збірної Брунею різних вікових категорій.
На 26-х Іграх Південно-Східної Азії Аді виступав за молодіжну збірну Брунею U-23, де відзначився 3 голами в 5 матчах. У 2013 році був капітаном вище вказаної збірної, але в 4-ох матчах не зміг відзначитися жодним голом.
У футболці молодіжної збірної Брунею U-21 відігравав провідну роль на Хассанал Болкіах Трофі 2013, організований Федерацією футболу АСЕАН для молодіжних збірних (U-21) країн Південно-Східної Азії. Відзначився 5-ма голами, дабиваючи у кожному матчі, завдяки чому разом з індонезійцем Андіком Вермансахом став найкращим бомбардиром турніру. На турнірі 2014 року обраний одним з 5 старших гравців за 21 рік та знову став найкращим бомбардиром з 6 голами, незважаючи на те, що Бруней вибув на груповому етапі.
Аді обраний до складу Брунею на кваліфікації Кубка АСЕАН 2012, де відзначився першим голом за головну збірну в поєдинку проти Східного Тимору. Він був знову викликаний до збірної для участь у вищому турнірі сезону 2014 року, де відзначився двома голами. Відзначився переможним голом у першому в історії Брунею переможному поєдинку в кваліфікаціях чемпіонату світу, проти Китайського Тайбею в першому матчі першого раунду кваліфікації чемпіонату світу 2018 року.
Незважаючи на нерегулярну ігрову практику в клубі, отримав виклик на Кубок АСЕАН 2016 року, який проходив у жовтні в Камбоджі. Відзначився першим голом збірної Брунею проти Східного Тимору в першому турі групового етапу, в якому «Оси» перемогли з рахунком 2:1. Також відкрив рахунок у матчі третього туру проти Лаосу, але цього разу Бруней поступився з рахунком 3:4.
Аді повернувся до стартового складу збірної на Кубку солідарності АФК 2016, який пройшов два тижні по тому в сусідньому Сараваці, Малайзія. Відзначився голом прямим ударом зі штрафного у переможному (4:0) поєдинку проти Східного Тимору. У півфіналі проти Макао його зняли з гри та замінили на воротаря, оскільки на 55-й хвилині червону картку отримав Вардун Юссоф. Бруней поступився в серії післяматчевих пенальті з рахунком 3:4.
На початку вересня 2018 року взяв участь у матчах кваліфікації чемпіонату АСЕАН проти Східного Тимору. Аді зіграв в обох матчах, а Бруней не зміг пройти до групового етапу турніру, поступившись із загальним рахунком 2:3.
У червні 2019 року Саїд отримав виклик на двоматчеве протистояння з Монголії в рамках кваліфікації Чемпіонату світу 2022. Зіграв у першому матчі, в Улан-Баторі, який завершився з рахунком 2:0 на користь «Блакитних Вовків». У другому матчі пробив зі штрафного з далекої відстані, який перетворив на пас Рамзі Рамллі та відзначився другим голом, зрівнявши на той час рахунок у двоматчевій дуелі. Але Монголія реалізувала пенальті, у зв'язку вибила Бруней з подальшої боротьби за вихід на чемпіонат світу 2022 та Кубку Азії 2023.

### Голи за збірну
Рахунок та результат збірної Брунею в таблиці подано на першому місці.
| Гол | Дата             | Місце                                            | Суперник      | Рахунок | Результат | Змагання                           |
| --- | ---------------- | ------------------------------------------------ | ------------- | ------- | --------- | ---------------------------------- |
| 1.  | 13 жовтня 2012   | Тувунна, Янгон, М'янма                           | Східний Тимор | 1–0     | 2–1       | кваліфікація кубку АСЕАН 2012      |
| 2.  | 12 жовтня 2014   | Новий національний стадіон Лаосу, В'єнтьян, Лаос | Східний Тимор | 1–1     | 2–4       | кваліфікація кубку АСЕАН 2014      |
| 3.  | 16 жовтня 2014   | Новий національний стадіон Лаосу, В'єнтьян, Лаос | М'янма        | 1–2     | 1–3       | кваліфікація кубку АСЕАН 2014      |
| 4.  | 12 березня 2015  | Національний стадіон, Гаосюн, Тайвань            | Тайвань       | 1–0     | 1–0       | кваліфікація чемпіонату світу 2018 |
| 5.  | 15 жовтня 2016   | Олімпійський стадіон, Пномпень, Камбоджа         | Східний Тимор | 1–1     | 2–1       | кваліфікація кубку АСЕАН 2016      |
| 6.  | 21 жовтня 2016   | РСН, Пномпень, Камбоджа                          | Лаос          | 1–0     | 3–4       | кваліфікація кубку АСЕАН 2016      |
| 7.  | 2 листопада 2016 | Саравак, Кучинг, Малайзія                        | Східний Тимор | 4–0     | 4–0       | Кубок Солідарності АФК 2016        |

## Особисте життя
В Аді є троє старших братів, які представляли Бруней на міжнародній арені; Шахразен, гравець ФК ДПММ — найстарший з усіх, тоді як Амалул і Ахмад Хафіз — колишні гравці ДПММ. У нього є п'ять молодших братів: колишній напарник ФК «Маджра» Абдул Азім, інший екс-гравець «Маджри» Амірул Сабкі, гравець ФК «Менглайт» Аміруддін Нізам, нападник МС АБДБ Абдул Матін та наймолодший Хакеме Язид з ДПММ.

## Досягнення

### Командні
«Маджра»
- Кубок Ліги Брунею
  -  Володар (1): 2011

ДПММ
- С.Ліга
  -  Чемпіон (2): 2015, 2019

- Кубок Ліги Сінгапуру
  -  Володар (2): 2012, 2014

«Кота Рейнджер»
- Суперкубок Брунею
  -  Володар (1): 2020

молодіжна збірна Брунею (U-21)
- Трофей Хассанала Болкіаха
  -  Володар (1): 2012

### Індивідуальні
- Найкращий гравець місяця С.Ліги: серпень 2018[30]
- Найвищий асистент С.Ліги: 2018 (розділив Ріку Моріясу)